# Westfälischer Orgelbau S. Sauer
Westfälischer Orgelbau S. Sauer ist ein Orgelbauunternehmen in der Nachfolge der Eggert Orgelbau-Anstalt, das 1973 von Siegfried Sauer übernommen, nach Höxter verlegt und dort im Jahr 1999 neu gegründet wurde.

## Geschichte des Unternehmens
Die Geschichte des Unternehmens geht auf Georg Josias Eggert zurück. Der preußische Soldat aus Klein Oschersleben bei Magdeburg ließ sich 1805 in Paderborn nieder, wo er sich im heutigen Adam-und-Eva-Haus neben der Tischlerei auch dem Orgelbau zuwandte. Nachdem der Familienbetrieb in Paderborn über drei Generationen fortgeführt wurde, übernahm der Kölner Orgelbauer Anton Feith I. im Jahr 1902 das Unternehmen, dem er bis 1929 vorstand. In dieser Zeit war das Orgelbauunternehmen eines der bedeutendsten in Deutschland, Höhepunkt der Firmenchronik war der Auftrag für die 1926 errichtete Große Orgel im Dom zu Paderborn. Bis 1972 leitete Feiths Sohn Anton Feith II. die Firma. In der Ära Feith entstanden von 1902 bis 1972 rund 800 Orgeln.
Neuer Inhaber wurde zu Jahresbeginn 1973 Siegfried Sauer (* 1941 in Langenöls). Sauer erlernte den Orgelbau bei Orgelbau Kreienbrink (Osnabrück) und bei Späth Orgelbau AG (Rapperswil) und legte die Meisterprüfung in Ludwigsburg ab. Er übernahm die Firma Stegerhoff (Steinheim) und gründete in Godelheim bei Höxter einen weiteren Betrieb, der ins benachbarte Ottbergen verlegt wurde. 
Die Firma lieferte von 1973 bis 2015 rund 300 Orgelneubauten, darunter viele drei- und auch viermanualige Werke. Hinzu kommen Restaurierungen historischer Instrumente.
Im Februar 2015 meldete die 15 Mitarbeiter große Firma Insolvenz an. Unter Sebastian Sauer und Thomas Heinemann erfolgte die Umbenennung der  Firma in „Sauer & Heinemann“, die die Orgelbautradition am alten Standort fortführen.

## Werkliste (Auswahl)
| Jahr      | Ort                   | Kirche                                                  | Bild | Manuale     | Register | Bemerkungen |
| --------- | --------------------- | ------------------------------------------------------- | ---- | ----------- | -------- | --- |
| 1973      | Lippstadt             | St. Josef                                               |      | III/P       | 36       | |
| 1973      | Oldenburg (Oldb)      | St. Peter                                               |      | III/P       | 34       | ursprüngliche Registerzahl |
| 1974      | Rüthen                | St. Johannes                                            |      | II/P        | 20       | Schleifladen mit elektrischer Traktur |
| 1974      | Höxter                | St. Peter und Paul                                      |      | II/P        | 23       | |
| 1975      | Herne                 | St. Bonifatius                                          |      | IV/P        | 59       | ursprünglich mit 57 Registern erbaut, 1983 leicht verändert, 2015 Renovierung und Erweiterung durch Burkhard Klimke                                          |
| 1975–1976 | Lippstadt             | Nicolaikirche                                           |      | III/P       | 47       | |
| 1977      | Brakel                | St. Michael                                             |      | III/P       | 36       | 19 Register aus der Vorgängerorgel von A. Randebrock (1881)                                                                                                  |
| 1977      | Celle                 | St. Ludwig                                              |      | II/P        | 31       | |
| 1978      | Sundern (Sauerland)   | St. Johannes                                            |      | III/P       | 40       | 19 Register aus Vorgängerinstrumenten übernommen (Gebrüder Stockmann, 1901 und Orgelbau Feith 1937).                                                         |
| 1978      | Wuppertal-Barmen      | St. Pius X.                                             |      | II/P        | 24       | 9 Register aus Vorgängerinstrumenten übernommen (Philipp Furtwängler & Söhne, 1850)                                                                          |
| 1979      | Heringhausen          | St. Nikolaus                                            |      | II/P        | 25       | mit schwellbarem Rückpositiv |
| 1981/2004 | Paderborn             | Paderborner Dom                                         |      | IV+III+II/P | 151      | zwei Generalspieltische; Chor- und Kryptaorgeln gehen weitgehend auf A. Feith zurück; drittgrößte Kirchenorgel in Deutschland → Orgel                        |
| 1982      | Wattenscheid          | Propsteikirche St. Gertrud von Brabant                  |      | III/P       | 45       | |
| 1983      | Rheine                | St. Elisabeth                                           |      | II/P        | 31       | |
| 1983      | Hannover              | St. Bernward                                            |      | II/P        | 34       | unter Verwendung von Registern und des Gehäuses von 1894 → Orgel                                                                                             |
| 1984      | Waltrop               | St. Petrus                                              |      | II/P        | 36       | |
| 1985      | Arnsberg              | Kloster Wedinghausen                                    |      | III/P       | 50       | unter Verwendung älterer Register der Vorgängerorgel von F. Eggert (1937/1949); 1995 erweitert → Orgel                                                       |
| 1986      | Köln-Bickendorf       | St. Dreikönigen                                         |      | III/P       | 44       | |
| 1986–1989 | Borken                | St. Remigius                                            |      | III/P       | 55       | 1995 und 2009 um 3 Register erweitert; Clarinette 8′ in eigenem Schwellkasten                                                                                |
| 1987      | Dortmund              | St. Ewaldi                                              |      | II/P        | 30       | |
| 1987      | Paderborn             | ehemalige Kapuzinerkirche Kloster St. Franziskus Seraph |      | II          | 21       | Prospekt von Weithman (um 1700 erbaut), restauriert durch Kunstmaler Weitzner.                                                                               |
| 1988      | Dortmund              | Propsteikirche St. Johannes Baptist                     |      | III/P       | 52       | → Orgel |
| 1990      | Bremen-Vegesack/Grohn | Zur heiligen Familie                                    |      | II/P        | 23       | |
| 1989      | Korbach               | St. Josef                                               |      | II/P        | 26       | Schwellwerk symphonisch-romantisch und Rückpositiv barock konzipiert                                                                                         |
| 1991      | Dinklage              | St. Catharina                                           |      | III/P       | 53       | Schwellwerk symphonisch-romantisch und Rückpositiv barock konzipiert                                                                                         |
| 1992      | Gütersloh             | St. Pankratius                                          |      | III/P       | 51       | Unter Einbeziehung erhaltener spätromantischer Register. 2015 durch Rieger Orgelbau (Schwarzach/Vorarlberg) grundlegend renoviert und reorganisiert. → Orgel |
| 1992      | Füchtorf              | St. Mariä Himmelfahrt                                   |      | II/P        | 32       | unter Einbeziehung älterer Register der Vorgängerorgel von A. Feith (1922) und Pohlmann (1851)                                                               |
| 1992      | Metelen               | St. Cornelius und Cyprian                               |      | III/P       | 36       | → Orgel |
| 1993      | Barsinghausen         | St. Barbara                                             |      | II/P        | 26       | 2014 Erweiterung auf 29 Register durch S. Sauer → Orgel |
| 1995      | Trier                 | Heiligkreuz-Kapelle                                     |      | II/P        | 36       | mit französisch-romantischem Schwellwerk |
| 1995      | Seck                  | St. Kilian                                              |      | I/P         | 8        | Chororgel, zu bedienen vom elektrischen Spieltisch im neuromanischen Teil der Kirche sowie vom Spieltisch der Mayer-Hauptorgel                               |
| 1996      | Wuppertal             | Stadthalle Wuppertal                                    |      | III/P       | 67       | mit Fernwerk. Erweiterungen 2005. Fahrbarer Zweitspieltisch.                                                                                                 |
| 1996      | Frankfurt am Main     | Frauenfriedenskirche                                    |      | III/P       | 45       | |
| 1997      | Wuppertal             | St. Johann Baptist                                      |      | III/P       | 31       | → Orgel |
| 1995–1998 | Barmbek               | St. Sophien                                             |      | IV/P        | 72       | |
| 2002      | Herzfeld (Lippetal)   | Wallfahrtskirche St. Ida                                |      | III/P       | 47       | → Orgel |
| 2003      | Berlin-Spandau        | Gemeindezentrum St. Lambertus (Hakenfelde)              |      | II/P        | 18 (23)  | 5 Stimmen des Pedalwerks aus dem Hauptwerk transmittiert aus Raumgründen kompakt neben der Altarinsel platziert → Orgel                                      |
| 2004      | Bottrop-Kirchhellen   | St. Johannes der Täufer                                 |      | III/P       | 45       | Erweiterungsumbau der Orgel von Franz Breil (1956, II/P/29); elektrische Trakturen                                                                           |
| 2005      | Siemensstadt          | Christophoruskirche                                     |      | II/P        | 30       | Restaurierung Walcker Orgel aus dem Jahr 1931 → Orgel |
| 2010      | Norderney             | Stella Maris                                            |      | II/P        | 20       | Umbau der 1969 von Kreienbrink für die Bremer Herz-Jesu-Kirche gebauten Orgel                                                                                |
| 2014      | Coesfeld              | St. Jakobi                                              |      | III/P       | 46       | Neubau einer Orgelanlage mit Haupt- und Chororgel; 20 Register aus Vorgängerorgel von Franz Breil übernommen                                                 |